# Hounoux
Hounoux é uma comuna francesa na região administrativa de Occitânia, no departamento de Aude. Estende-se por uma área de 7,62 km². Em 2010 a comuna tinha 136 habitantes (densidade: 17,8 hab./km²).